# Ron Oliver (Regisseur)
Ron Oliver (* 28. Dezember 1967 in Kanada) ist ein kanadischer Filmregisseur, Drehbuchautor und Filmproduzent.

## Karriere
Ron Oliver begann als Moderator bei Kanadas Fernsehsender YTV und hat zahlreiche Drehbücher verfasst. Erste größere Bekanntheit  erlangte er 1987 durch sein Drehbuch zu dem Film Mary Lou (Hello Mary Lou: Prom Night II begann). Anfang der 1990er Jahre begannen seine ersten Regiearbeiten mit einigen Folgen der TV-Serien The Tomorrow People, Grusel, Grauen, Gänsehaut oder auch PSI Factor – Es geschieht jeden Tag. Größere Spielfilme folgten nach 2005 mit Chasing Christmas und anderen Weihnachtsfilmen wie Alles was du dir zu Weihnachten wünschst, Weihnachten auf Umwegen oder Christmas at the Plaza – Verliebt in New York.
Ron Oliver wurde zweimal für den Directors Guild of America Award nominiert. Des Weiteren erhielt er eine Emmy-Nominierung für die Produktion der NBC-Kinderserie Scout's Safari, die vor Ort in Südafrika gedreht wurde.

## Filmografie (Auswahl-Regie)
- 1990–1996: Grusel, Grauen, Gänsehaut (17 Folgen, auch Drehbuch)
- 1992: Leben am Abgrund (auch Drehbuch)
- 1992: The Tomorrow People (5 Folgen)
- 1993: Chris Cross (3 Folgen)
- 1994: Atomic Tommy (auch Produzent) (auch Drehbuch)
- 1995: The Hardy Boys (3 Folgen)
- 1997: Lexx – The Dark Zone (1 Folge)
- 1997: Breaker High
- 1997: The Book of Jamie G.
- 1998: Police Academy – Die Serie (2 Folgen)
- 1998–1999: Animorphs (5 Folgen)
- 1998–2000: PSI Factor – Es geschieht jeden Tag (12 Folgen)
- 1999: Die neue Addams Familie (1 Folge)
- 1999: Amazonas – Gefangene des Dschungels
- 2000: Chasing Christmas
- 2000: Akte Zack (2 Folgen)
- 2000–2001: Immortal – Der Unsterbliche (2 Folgen)
- 2001: The Chris Isaak Show (3 Folgen)
- 2001: The Nightmare Room (2 Folgen)
- 2003: Wild Card
- 2004: Have You Heard? Secret Central
- 2005: Young Blades (2 Folgen)
- 2006: All She Wants for Christmas
- 2007: Weihnachten mit Dennis – Eine schöne Bescherung!
- 2008: Donald Strachey: Mord auf der anderen Seite
- 2008: Donald Strachey: Ice Blues
- 2010: Harriet: Spionage aller Art
- 2012: Love at the Thanksgiving Day Parade
- 2013: Her Husband’s Betrayal
- 2014: Beethoven und der Piratenschatz
- 2015: Weihnachten auf Umwegen
- 2015: Und täglich grüßt der Bräutigam
- 2016: R.L. Stine – Die Nacht im Geisterhaus (Mostly Ghostly: One Night in Doom House) (auch Drehbuch)
- 2016: Die Weihnachtsstory (auch Drehbuch)
- 2017: Sigmund and the Sea Monsters (6 Folgen)
- 2019: Christmas at the Plaza – Verliebt in New York (Christmas at the Plaza)
- 2019–2020: Picture Perfect Mysteries
- 2020: A Timeless Christmas